# Osobnost roku časopisu Time

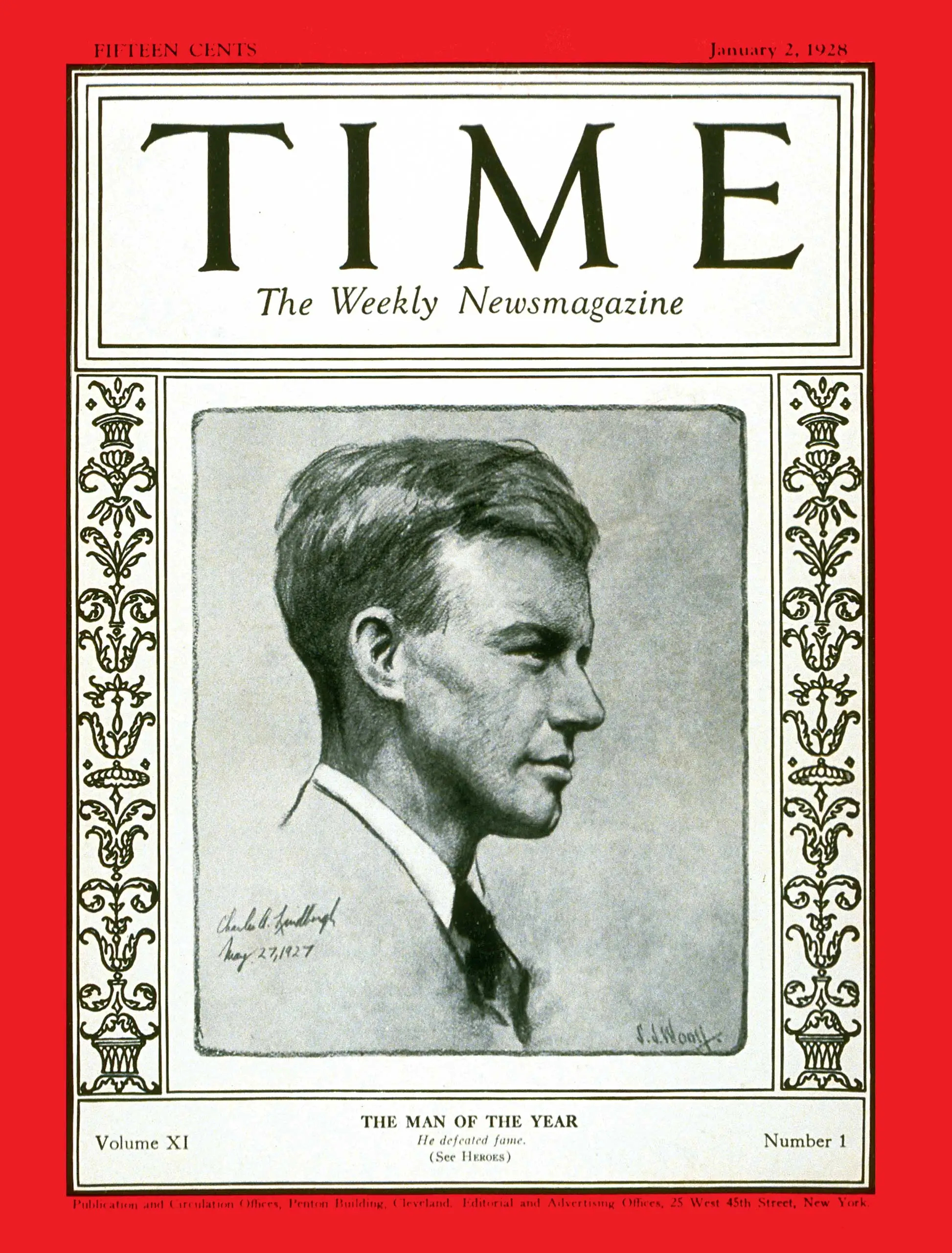
Přebal časopisu Time z roku 1928

Osobnost roku časopisu Time (anglicky: Person of the Year; do roku 1998 Man (případně Woman) of the Year) je od roku 1927 každoročně udělovaný titul amerického časopisu Time pro osobu (případně více osob, skupinu, hnutí, myšlenku, místo či stroj), která „v lepším či horším … nejvíce ovlivnila události daného roku.“ Osobnost je vybírána vždy pro poslední číslo daného roku ediční radou časopisu. 
V naprosté většině se jedná o státníky a jiné politiky a většinu oceněných tvoří osoby nebo skupiny z USA. Dosud 15 osobností bylo vybráno opakovaně, z toho 10 jsou američtí prezidenti. Od počátku 21. století se mezi oceněnými ve větší míře vyskytují skupiny osob a profese (častěji než výjimečně). Za uplynulých 97 ročníků (1927–2024) byl 74x oceněn jednotlivec (z toho 69x muž a 6x žena), 5x dvojice, 1x trojice, 16x skupina osob nebo hnutí, 1x stroj a 1x místo. 
Ačkoliv je deklarováno, že se nemusí jednat o významnost v pozitivním smyslu, je výběr vnímán jako prestižní ocenění, takže některé nominace (např. diktátorů nebo pozdějších válečných zločinců) vzbudily kontroverze.

## Seznam oceněných
| Rok  | Výběr                                                   | Období života       | Důvod výběru | Poznámka |
| ---- | ------------------------------------------------------- | ------------------- | --- | --- |
| 1927 | Charles Lindbergh                                       | 1902–1974           | první přelet Atlantiku | |
| 1928 | Walter Chrysler                                         | 1875–1940           | fúze automobilek Chrysler a Dodge, zahájení stavby Chryslerova mrakodrapu                                                                           | |
| 1929 | Owen D. Young                                           | 1874–1962           | předseda komise, která vytvořila Youngův plán | |
| 1930 | () Mahátma Gándhí                                       | 1869–1948           | vůdce hnutí za nezávislost Indie | první neamerický a první asijský oceněný; první oceněný, který byl později zavražděn |
| 1931 | Pierre Laval                                            | 1883–1945           | zvolen premiérem Francie, odpůrce Hooverova moratoria                                                                                               | první evropský oceněný; první oceněný, který byl později popraven |
| 1932 | Franklin Delano Roosevelt                               | 1882–1945           | drtivé vítězství v amerických prezidentských volbách                                                                                                | |
| 1933 | Hugh Samuel Johnson                                     | 1882–1942           | ředitel agentury Národní obnovy (NRA) | |
| 1934 | Franklin Delano Roosevelt (2)                           | 1882–1945           | první úspěchy jeho programu New Deal | jako první osobnost vybrán podruhé |
| 1935 | Haile Selassie I.                                       | 1892–1975           | císař Habeše napadené fašistickou Itálií | první africký oceněný, první oceněný monarcha |
| 1936 | / Wallis Simpsonová                                     | 1896–1986           | milenka britského krále Eduarda VIII., který se kvůli ní vzdal trůnu                                                                                | první vybraná žena |
| 1937 | Čankajšek Sung Mej-ling                                 | 1887–1975 1898–2003 | premiér Čínské republiky a jeho žena, v době vypuknutí Druhé činsko-japonské války                                                                  | první oceněný pár; oceněná osoba která se dožila nejvyššího věku (Sung Mej-ling, 105 let) |
| 1938 | / Adolf Hitler                                          | 1889–1945           | německý kancléř, dosáhl připojení Rakouska a Sudet                                                                                                  | první oceněný, který později spáchal sebevraždu |
| 1939 | Josif V. Stalin                                         | 1878–1953           | vůdce Sovětského svazu, uzavřel pakt Molotov–Ribbentrop                                                                                             | |
| 1940 | Winston Churchill                                       | 1874–1965           | premiér Velké Británie při úspěšné Bitvě o Británii                                                                                                 | |
| 1941 | Franklin Delano Roosevelt (3.)                          | 1882–1945           | vstup USA do druhé světové války | vybrán potřetí (jako zatím jediná osobnost); původně vybrán Dumbo, postava z filmu Walta Disneyho |
| 1942 | Josif V. Stalin (2)                                     | 1878–1953           | vrchní velitel Rudé armády, která zastavila postup nacistů                                                                                          | vybrán podruhé |
| 1943 | George Catlett Marshall                                 | 1880–1959           | náčelník štábu armády USA | |
| 1944 | Dwight D. Eisenhower                                    | 1890–1969           | nejvyšší velitel vylodění v Normandii | |
| 1945 | Harry S. Truman                                         | 1884–1972           | jako prezident USA schválil první válečné použití atomové bomby                                                                                     | |
| 1946 | James F. Byrnes                                         | 1879–1972           | ministr zahraničí USA, proponent obratu proti SSSR                                                                                                  | |
| 1947 | George Catlett Marshall (2)                             | 1880–1959           | architekt Marshallova plánu | vybrán podruhé |
| 1948 | Harry S. Truman (2)                                     | 1884–1972           | ve volbách velmi překvapivě obhájil post prezidenta USA                                                                                             | vybrán podruhé |
| 1949 | Winston Churchill (2)                                   | 1874–1965           | čestné ocenění jeho působení za druhé světové války                                                                                                 | osobnost první poloviny století; vybrán podruhé |
| 1950 | americký voják                                          |                     | ocenění všech amerických vojáků | ztělesněn v jednotkách korejské války; první abstraktní volba |
| 1951 | Muhammad Mosaddek                                       | 1882–1967           | premiér Íránu, nepřímo zahájil Íránskou krizi | |
| 1952 | královna Alžběta II.                                    | 1926–2022           | nová královna zemí Commonwealthu | |
| 1953 | Konrad Adenauer                                         | 1876–1967           | znovuzvolen kancléřem poválečného Německa | |
| 1954 | John Foster Dulles                                      | 1888–1959           | ministr zahraničí USA, architekt SEATO | |
| 1955 | Harlow Curtice                                          | 1893–1962           | úspěšné vedení General Motors | |
| 1956 | maďarský boj za svobodu                                 |                     | dosud největší povstání v historii Východního bloku                                                                                                 | první oceněné hnutí |
| 1957 | Nikita S. Chruščov                                      | 1894–1971           | za jeho vlády SSSR vypustil první vesmírnou družici                                                                                                 | |
| 1958 | Charles de Gaulle                                       | 1890–1970           | zakladatel Páté francouzské republiky | |
| 1959 | Dwight D. Eisenhower (2)                                | 1890–1969           | prezident USA | vybrán podruhé |
| 1960 | američtí vědci                                          |                     | ocenění amerického špičkového výzkumu | reprezentanti: George Beadle, Charles Draper, John Enders, Donald Arthur Glaser, Joshua Lederberg, Willard Libby, Linus Pauling, Edward Purcell, Isidor Rabi, Emilio Segrè, William Bradford Shockley, Edward Teller, Charles Townes, James Van Allen a Robert Woodward |
| 1961 | John Fitzgerald Kennedy                                 | 1917–1963           | nový prezident USA, nařídil neúspěšnou Invazi v zátoce Sviní                                                                                        | |
| 1962 | / papež Jan XXIII.                                      | 1881–1963           | snaha zprostředkovat mír v karibské krizi, zahájení 2. vatikánského koncilu                                                                         | první oceněný papež |
| 1963 | Martin Luther King                                      | 1929–1968           | vůdce afroamerického hnutí za občanská práva | |
| 1964 | Lyndon B. Johnson                                       | 1908–1973           | zvolen prezidentem USA | |
| 1965 | William Westmoreland                                    | 1914–2005           | velitel amerických vojsk v Jižním Vietnamu | |
| 1966 | generace Baby Boomers (z angl. The Inheritor – „dědic“) | nar. 1946 až 1964   | | generace narozených v období „baby boomu“ po 2. světové válce (20 let a mladší) |
| 1967 | Lyndon B. Johnson (2)                                   | 1908–1973           | prezident USA | vybrán podruhé |
| 1968 | posádka Apollo 8                                        |                     | první lidé, kteří se dostali mimo nízkou oběžnou dráhu Země                                                                                         | William Anders, Frank Borman a Jim Lovell |
| 1969 | středostavovští Američané                               |                     | ocenění významu „mlčící většiny“ | |
| 1970 | Willy Brandt                                            | 1913–1992           | (západo)německý kancléř, snažil se o zlepšení vztahů s Východním blokem                                                                             | |
| 1971 | Richard Nixon                                           | 1913–1994           | prezident USA | |
| 1972 | Richard Nixon (2)                                       | 1913–1994           | jako první prezident USA navštívil ČLR, a se SSSR podepsal smlouvu SALT                                                                             | vybrán podruhé (první opakované ocenění hned následujícího roku) |
| 1972 | Henry Kissinger                                         | 1923–2023           | bezpečnostní poradce prezidenta USA, doprovázel ho do Číny                                                                                          | |
| 1973 | John Sirica                                             | 1904–1992           | soudce, který přikázal prezidentu Nixonovi vydat nahrávky související s aférou Watergate                                                            | |
| 1974 | král Fajsal                                             | 1906–1975           | saúdský král, který vyhlásil ropné embargo | |
| 1975 | feministické hnutí amerických žen                       |                     | ocenění vlivu hnutí na narovnání mužských a ženských práv                                                                                           | reprezentantky: Susan Brownmillerová, Kathleen Byerlyová, Alison Cheeková, Jill Conwayová, Betty Fordová, Ella Grassová, Carla Hillsová, Barbara Jordanová, Billie Jean Kingová, Carol Suttonová, Susie Sharpová a Addie Wyattová |
| 1976 | Jimmy Carter                                            | 1924–2024           | nově zvolen prezidentem USA | |
| 1977 | Anvar as-Sádát                                          | 1918–1981           | jako první hlava arabské země navštívil Izrael a usiloval o normalizaci vztahů                                                                      | |
| 1978 | Teng Siao-pching                                        | 1904–1997           | získal rozhodující moc v Čínské lidové republice | |
| 1979 | Rúholláh Chomejní                                       | 1902–1989           | vůdce Íránské islámské revoluce | |
| 1980 | Ronald Reagan                                           | 1911–2004           | nově zvolen prezidentem USA | |
| 1981 | Lech Wałęsa                                             | nar. 1943           | vůdce polského hnutí Solidarita | |
| 1982 | počítač                                                 |                     | ocenění významu vynálezu na úsvitu „informačního věku“                                                                                              | první oceněný stroj |
| 1983 | Ronald Reagan (2)                                       | 1911–2004           | jako prezident USA nařídil invazi na Grenadu a vyhlásil Strategickou obrannou iniciativu                                                            | vybrán podruhé |
| 1983 | Jurij V. Andropov                                       | 1914–1984           | vůdce SSSR a silný kritik Strategické obranné iniciativy                                                                                            | |
| 1984 | Peter Ueberroth                                         | nar. 1937           | hlavní organizátor LOH v Los Angeles, bojkotovaných Sovětským svazem a jeho satelity                                                                | nejstarší dosud žijící oceněný |
| 1985 | Teng Siao-pching (2)                                    | 1904–1997           | vůdce Číny zavádějící významné hospodářské reformy                                                                                                  | nejstarší oceněný (81 let); vybrán podruhé |
| 1986 | Corazon Aquinová                                        | 1933–2009           | filipínská revolucionářka, zvolena prezidentkou | |
| 1987 | Michail Gorbačov                                        | 1931–2022           | vůdce SSSR, který zahájil perestrojku | |
| 1988 | ohrožená Země                                           |                     | ocenění vzrůstajícího významu environmentálního hnutí                                                                                               | „planeta roku“; první oceněné místo |
| 1989 | Michail Gorbačov (2)                                    | 1931–2022           | vůdce SSSR, který vyhlásil první (fakticky) svobodné volby                                                                                          | osobnost desetiletí; vybrán podruhé |
| 1990 | George H. W. Bush                                       | 1924–2018           | prezident USA, který vedl Válku v zálivu | |
| 1991 | Ted Turner                                              | nar. 1938           | zakladatel a šéf CNN, jedné z nejvlivnějších zpravodajských stanic                                                                                  | |
| 1992 | Bill Clinton                                            | nar. 1946           | nově zvolen prezidentem USA | |
| 1993 | mírotvorci (The Peacemakers)                            |                     | ocenění všech, kteří usilují o mír | reprezentanti: - Jásir Arafat a Jicchak Rabin, podepsali první přímou dohodu mezi Palestinou a Izraelem - F. W. de Klerk a () Nelson Mandela, zasloužili se o ukončení apartheidu |
| 1994 | / papež Jan Pavel II.                                   | 1920–2005           | snaha o morální obrodu lidstva | |
| 1995 | Newt Gingrich                                           | nar. 1943           | dovedl republikány k velkému úspěchu ve volbách do Kongresu                                                                                         | |
| 1996 | / David Ho                                              | nar. 1952           | zásluhy ve výzkumu AIDS | |
| 1997 | / Andrew Grove                                          | 1936–2016           | ředitel společnosti Intel, průkopnické zásluhy v polovodičových technologiích                                                                       | dále zvažováni: Princezna Diana (in memoriam), Alan Greenspan, Ian Wilmut |
| 1998 | Bill Clinton (2)                                        | nar. 1946           | prezident USA, podroben impeachmentu pro aféru s Monikou Lewinskou                                                                                  | vybrán podruhé |
| 1998 | Kenneth Starr                                           | 1946–2022           | investigativní novinář rozkrývající aféry Clintonovy administrativy                                                                                 | |
| 1999 | Jeff Bezos                                              | nar. 1964           | zakladatel a ředitel internetového obchodu Amazon                                                                                                   | |
| 2000 | George W. Bush                                          | nar. 1946           | nově zvolen prezidentem USA, v těsném souboji s Alem Gorem                                                                                          | |
| 2001 | Rudy Giuliani                                           | nar. 1944           | starosta New Yorku v době teroristického útoku na World Trade Center                                                                                | |
| 2002 | whistlebloweři                                          |                     | ocenění osob upozorňujících na nekalé praktiky svého zaměstnavatele                                                                                 | reprezentanti: Cynthia Cooperová (WorldCom), Coleen Rowleyová (FBI), Sherron Watkinsová (Enron) |
| 2003 | americký voják                                          |                     | | ztělesněn zejména jednotkami ve válce v Iráku; vybrán podruhé (od roku 1950) |
| 2004 | George W. Bush (2)                                      | nar. 1946           | obhájil post prezidenta USA a vedl válku v Iráku | vybrán podruhé |
| 2005 | dobří samaritáni                                        |                     | ocenění filantropů | reprezentanti: - Bono, uspořádal charitativní koncert Live 8 - Bill Gates a Melinda Gatesová, založili nadaci Bill & Melinda Gates |
| 2006 | ty                                                      |                     | ocenění významu svobodné tvorby obsahu Internetu | reprezentantem je individuální tvůrce World Wide Web, tedy kdokoliv dále zvažováni: Mahmúd Ahmadínežád; Chu Ťin-tchao; Kim Čong-il; James Baker |
| 2007 | Vladimir V. Putin                                       | nar. 1952           | prezident Ruska | dále zvažováni: Al Gore; Joanne Rowlingová; Chu Ťin-tchao; David Petraeus |
| 2008 | Barack Obama                                            | nar. 1961           | zvolen prezidentem USA, jako první nebělošský kandidát                                                                                              | dále zvažování: Henry Paulson; Nicolas Sarkozy; Sarah Palin; Čang I-mou |
| 2009 | Ben Bernanke                                            | nar. 1953           | nejvyšší představitel FEDu během Velké recese | dále zvažováni: Stanley McChrystal; Nancy Pelosi; Usain Bolt; čínský dělník |
| 2010 | Mark Zuckerberg                                         | nar. 1984           | zakladatel a ředitel Facebooku, nejrozšířenější sociální sítě                                                                                       | dále zvažováni: Hámid Karzáí; Julian Assange; hnutí Tea Party; chilští horníci |
| 2011 | protestující                                            |                     | ocenění narůstajícího vlivu protestů zdola | reprezentanti: účastníci arabského jara, hnutí M-15, Tea Party a Occupy Wall Street dále zvažováni: William McRaven; Aj Wej-wej; Paul Ryan; princezna Kate |
| 2012 | Barack Obama (2)                                        | nar. 1961           | obhájil post prezidenta USA | vybrán podruhé dále zvažování: Malála Júsufzaí; Tim Cook; Mohamed Mursí; Fabiola Gianotti |
| 2013 | / papež František                                       | 1936–2025           | nový papež po rezignaci Benedikta XVI. | dále zvažováni: Edward Snowden; Edith Windsor; Bašár al-Asad; Ted Cruz |
| 2014 | bojovníci proti ebole                                   |                     | osoby, které pomohly zastavit šíření virové hemoragické horečky Ebola – nejen lékaři a zdravotní sestry, ale též sanitáři, účastníci pohřbů a další | reprezentanti: Jerry Brown, Kent Brantly, Ella Watson-Stryker, Foday Gallah, Salome Karwah, Pardis Sabeti dále zvažováni: Vladimir Putin; Masúd Barzání; Jack Ma; protestující ve Fergusonu |
| 2015 | Angela Merkelová                                        | nar. 1954           | oceněna jako „vytrvalá morální vůdkyně“ během uprchlické krize                                                                                      | čtvrté ocenění německého kancléře v dosavadní historii ankety (pokud je započítán i A. Hitler); dále zvažováni: Abú Bakr al-Bagdádí, Donald Trump, Hasan Rúhání, Travis Kalanick, Caitlyn Jennerová, hnutí Black Lives Matter |
| 2016 | Donald Trump                                            | nar. 1946           | zvolen prezidentem Spojených států, jako první člověk bez předchozí politické nebo vojenské zkušenosti                                              | dále zvažováni: Hillary Clintonová; Recep Erdoğan; Beyoncé; hackeři; výzkumníci CRISPR |
| 2017 | „Ti, kteří prolomili mlčení“ (The Silence Breakers)     |                     | lidé (vesměs ženy), kteří promluvili proti sexuálnímu zneužívání a obtěžování                                                                       | reprezentanti: zemědělská pracovnice Isabel Pascualová (pseudonym), lobbistka Adama Iwu, herečka Ashley Judd, inženýrka Susan Fowlerová, zpěvačka Taylor Swift a anonymní žena pracující v nemocnici; dále zvažováni: Donald Trump; Si Ťin-pching; Robert Mueller; Kim Čong-un; Colin Kaepernick; Patty Jenkins |
| 2018 | „Strážci“ (The Guardians)                               |                     | novináři, kteří čelili perzekuci, věznění nebo byli zavražděni kvůli své práci                                                                      | Číslo vyšlo ve čtyřech verzích titulních stran, na nichž byli tito reprezentanti: - Džamál Chášukdží – sloupkař deníku Washington Post zavražděný kvůli kritice saúdského korunního prince, - Maria Ressaová – editorka filipínského zpravodajského webu Rappler, která byla stíhána za kritické pokrytí kontroverzní a násilné politiky jejího prezidenta, - Wa Lone a Kyaw Soe Oo – zpravodajky agentury Reuters zadržené v Myanmaru během vyšetřování masakru v Inn Dinu, - pracovníci deníku Capital Gazette, marylandských novin, jejichž redakce se stala terčem útoku střelce, který zabil pět zaměstnanců; dále zvažováni: Donald Trump; Robert Mueller; Mun Če-in; Ryan Coogler; Meghan Markle; aktivisté MFOL |
| 2019 | Greta Thunbergová                                       | nar. 2003           | aktivistka proti fosilnímu průmyslu a poškozování životního prostředí, iniciátorka školních stávek pro klima                                        | nejmladší oceněná osobnost (16 let) dále zvažováni: Donald Trump; Nancy Pelosi; protestující v Hongkongu; whistleblower v Trumpově ukrajinské aféře |
| 2020 | Joe Biden a Kamala Harrisová                            | nar. 1942 a 1964    | zvoleni prezidentem a (jako první žena) viceprezidentkou USA                                                                                        | dále zvažováni: Donald Trump, Anthony Fauci a zdravotníci v první linii, hnutí za rasovou spravedlnost |
| 2021 | / Elon Musk                                             | nar. 1971           | ředitel průkopnických společností SpaceX a Tesla, toho času nejbohatší člověk světa                                                                 | Time nezveřejnil užší výběr pro rok 2021. |
| 2022 | Volodymyr Zelenskyj a ukrajinský lid                    | nar. 1978           | od roku 2019 ukrajinský prezident, vrchní velitel během ruské invaze na Ukrajinu                                                                    | dále zvažováni: Si Ťin-pching, Nejvyšší soud Spojených států amerických, Elon Musk, Liz Cheney, MacKenzie Scottová, protestující v Íránu, Ron DeSantis, Janet Yellenová, zastánci zbraňové regulace |
| 2023 | Taylor Swift                                            | nar. 1989           | zpěvačka a skladatelka s mimořádným celosvětovým vlivem                                                                                             | první osobnost oceněná za „úspěch v umění“, první žena, která byla oceněna podruhé; dále zvažováni: stávkující v Hollywoodu, Si Ťin-pching, Elon Musk, Sam Altman, Trumpovi žalobci, Barbie, Vladimir Putin, král Karel III., Jerome Powell |
| 2024 | Donald Trump (2)                                        | nar. 1946           | podruhé byl zvolen prezidentem Spojených států, po Groveru Clevelandovi se stal druhým prezidentem, který byl zvolen na dvě nesouvisející období    | vybrán podruhé; dále zvažováni: Kamala Harrisová, Kate Middletonová, Elon Musk, Julija Navalná, Benjamin Netanjahu, Jerome Powell, Joe Rogan, Claudia Sheinbaumová, Mark Zuckerberg |